# Rule 34
Rule 34 (englisch für Regel 34) ist ein Meme und ein Begriff des Zeitgeistes. Er besagt, dass im Internet zu allem Vorhandenen Pornografie existiert. Wörtlich lautet Rule 34: „There is porn of it, no exceptions.“ (‚Es gibt davon Pornografie, ohne Ausnahmen.‘) Eine Variante lautet. „If it exists, there is porn of it. No exceptions.“ (‚Wenn es existiert, gibt es davon Pornografie. Ohne Ausnahmen.‘)

## Herkunft
Der genaue Ursprung der Rule 34 ist unbekannt. Seit Anfang der 2000er Jahre finden sich vermehrt Quellen, die sich auf die Regel beziehen. Im Jahr 2003 erstellte der damals 16-jährige britische Schüler Peter Morley-Souter einen Webcomic, der die Rule 34 thematisierte. Peter war mit dem Kindercomic Calvin und Hobbes aufgewachsen und erhielt eine E-Mail, die ihn nach eigenen Angaben traumatisiert habe: Der E-Mail war eine Zeichnung beigefügt, auf der Comicfiguren beim Geschlechtsverkehr mit der Mutter der Comicfigur Calvin zu sehen waren. Morley-Souter zeichnete als Reaktion darauf einen Webcomic mit dem Text: „The Internet, raping your childhood since 1996“ (Das Internet, wie es seit 1996 deine Kindheit vergewaltigt) und der Überschrift „Rule #34 – There is porn of it. No exceptions.“ Auf der Strichzeichnung ist ein junger Mann zu sehen, der schockiert vor einem Computerbildschirm sitzt. Veröffentlicht wurde der Comic 2004 auf der Website Zoom-Out, von der heute  nur noch eine Archivversion besteht.

## Verbreitung
2006 wurde der Begriff in das Internetwörterbuch Urban Dictionary eingetragen. Demzufolge ist „Rule 34 eine allgemein akzeptierte Internetregel, die feststellt, dass sich aus jedem vorstellbaren Gegenstand sexuell ausgerichtetes Material herstellen lässt.“
Zahlreiche Medien und Medientheoretiker beschrieben ab etwa 2009 Rule 34 als eines der Top-10-Gesetze des Internets. Es gibt dazu inzwischen viele Varianten und Zusätze, etwa Rule 35, manchmal auch Rule 34b genannt: „If no porn is found at the moment, it will be made.“ (‚Falls im Moment kein pornografisches Material zu finden ist, wird es hergestellt werden.‘)

## Film
- 2022: Rule 34 (Regra 34), brasilianisch-französischer Spielfilm von Júlia Murat